# Opius olmosensis
Opius olmosensis är en stekelart som beskrevs av Fischer 1983. Opius olmosensis ingår i släktet Opius och familjen bracksteklar. Inga underarter finns listade i Catalogue of Life.